# Dolichaspis caesarea
Dolichaspis caesarea là một loài bọ cánh cứng trong họ Cerambycidae.